# 제우스
제우스(그리스어: Ζεύς, Zeus) 혹은 유피테르(라틴어: Iuppiter, Iupiter), 주피터(영어: Jupiter)는 그리스 신화의 남신이자 주신(主神)이다. 로마 신화의 유피테르와 동일시된다. 크로노스와 레아의 막내아들이며 포세이돈, 하데스 등과는 형제지간이다. 올림포스의 12신의 첫 번째 세대에 속한다. 번개와 독수리가 대표적인 상징물이다.
긴 수염이 나 있는 강인하고 위엄있는 남성의 모습으로 묘사되는데, 상체는 나체이며, 한쪽 손에는 번개 혹은 홀(笏)을 들고 있다. 제우스는 번개나 비 같은 기상 현상을 주재할 뿐만 아니라 세계의 질서와 정의를 유지하며, 왕권 및 사회적 위계질서를 보장하기도 한다. 또한 호색한이기도 한 그는 헤라의 질투에도 불구하고 여신이나 인간 여성 그리고 님프들과 차례대로 어울리는데 그 수가 헤아릴 수 없이 많다. 제우스의 이러한 호색한적 측면은 우주 만물은 주신의 힘과 질서와 정의를 바탕으로 형성되어 있으며, 우주에 주신의 힘과 질서와 정의가 미치지 않는 영역이 없다는 것을 상징하는 것이라고 해석할 수 있다.
신화에 나오는 이름난 영웅들은 대부분 제우스의 후손들(또는 사생아들)이다. 특기할 만한 점은 제우스와 헤라 사이의 적자들보다 제우스의 사생아들이 그 능력이 훨씬 뛰어났다는 것이다. 한 예로 제우스와 헤라 사이에서 태어난 남신인 헤파이스토스는 손재주는 모든 신들 중 가장 뛰어나며 착하였던 반면 못생긴데다가 절름발이였으며, 아레스는 전쟁의 신임에도 불구하고 성급하였다. 이에 비해 헤라클레스는 모든 신들 중 가장 힘에 세었으며, 아폴론은 멋지고 지혜가 많았던 데다가 예술과 예언에 능하였으며, (우라노스에게서 태어난 아프로디테는 사랑과 미의 여신이고)제우스에게서 태어난 아름다움과 사랑의 여신인 아프로디테는 미모가 뛰어났으며, 헤르메스와 아테나는 지혜가 있었다.

## 신화

### 탄생

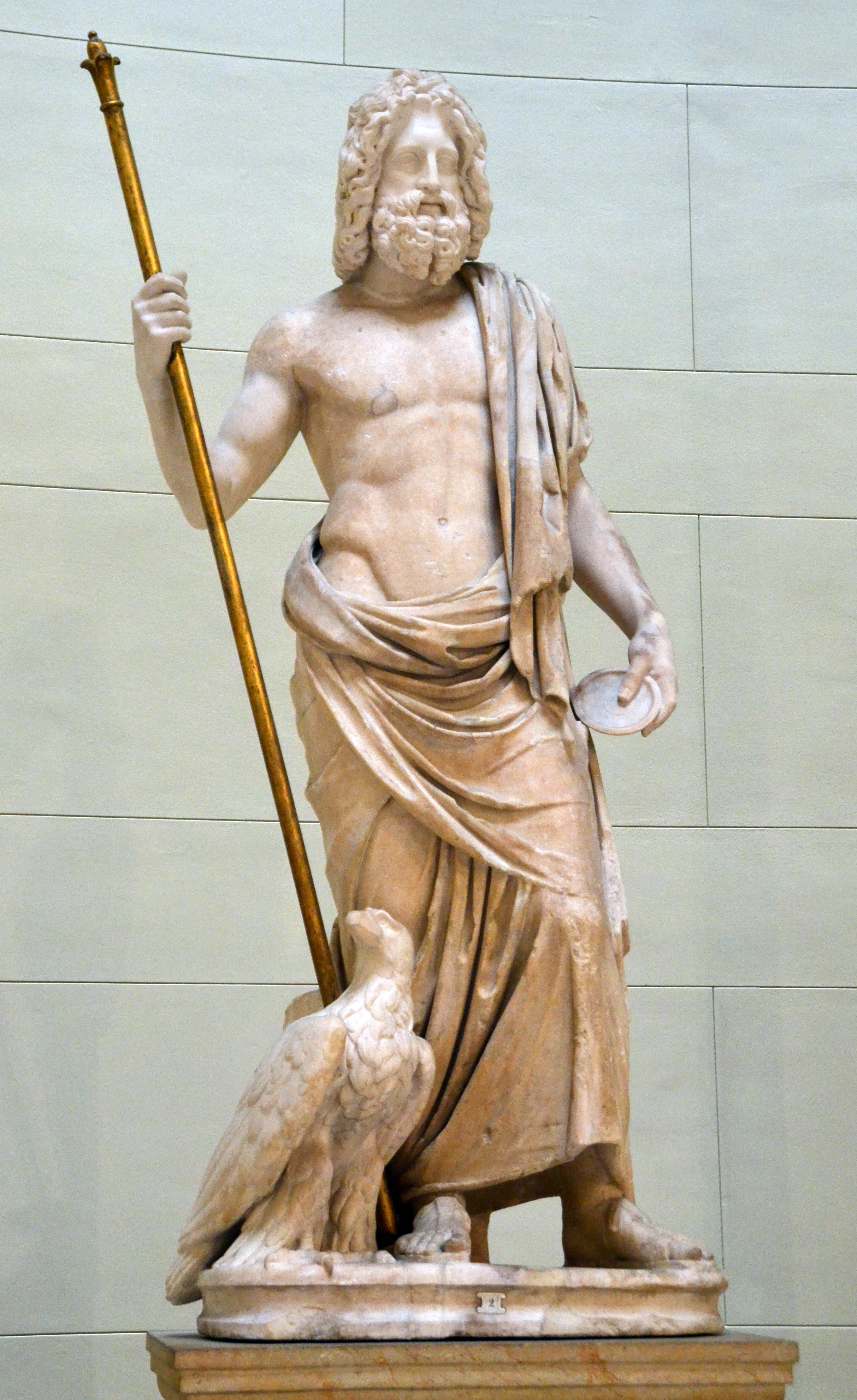
제우스

제우스가 태어나기 전에 그의 아버지 크로노스는 불길한 예언을 들었다. 아버지 우라노스처럼 크로노스 자신도 아들에 의해 쫓겨난다는 것이었다. 이 운명을 피하기 위해 크로노스는 아내인 레아에게서 자식들이 태어나자마자 족족 삼켜버렸다. 자식을 잃을 때마다 고통스러웠던 레아는 한 명이라도 구하고자 여섯 번째 아이를 출산할 때 아이 대신 돌덩이를 강보에 싸서 남편에게 건넸다. 그 돌덩이의 이름이 바로 옴팔로스이다. 그리고 진짜 제우스는 아말테이아에게 맡겼다. 그렇게 제우스는 남매 중 유일하게 살아남았다.

### 유년기
레아는 제우스를 숨기기 위해 가이아의 조언에 따라 아무도 찾을 수 없는 크레타섬의 깊은 숲 속으로 데리고 갔다. 그리고 쿠레테스라 불리는 정령들이 아기를 안전하게 지키게 했다. 정령들은 칼을 부딪치고 청동 방패들을 요란하게 두드리면서 아기의 울음소리를 감추었다. 이런 식으로 레아는 제우스가 성장해 어른이 될 때까지 무사히 지켜낼 수 있었다. 그리고 제우스는 아말테이아라는 염소(또는 님프)의 젖을 먹고 자랐는데, 하루는 아말테이아의 뿔을 가지고 놀다가 부러뜨렸다고 전해진다. 이에 미안해진 제우스는 아말테이아의 부러진 뿔을 풍요의 뿔로 만들어 주었다. 나중에 제우스는 아말테이아가 죽자 고마움을 표하기 위해 그녀를 하늘로 올려보내 염소자리로 만들어 주었다.

### 티탄족과의 싸움(티타노마키아)
어른이 된 제우스는 신탁의 예언대로 아버지 크로노스를 폐위하고 신들의 왕이 되기로 결심했다. 우선 동료를 모으기 위해 아버지가 삼킨 형제들과 누이들을 되찾고자 그는 오케아노스의 딸 메티스로부터 구토제를 구해 어머니 레아에게 건네주었다. 레아는 제우스로부터 구토제를 받고 남편인 크로노스에게 자신이 직접 담근 술이라며 속이고, 레아에게서 받은 구토제를 마신 크로노스는 예전에 삼킨 모든 자식과 돌을 토해냈다. 헤스티아, 데메테르, 헤라, 하데스, 포세이돈이 그들이었다. 구출된 그들은 제우스와 힘을 합쳐 크로노스를 포함한 티탄 신들과 전쟁을 벌였다. 가이아와 우라노스의 자식들인 퀴클로페스 형제와 헤카톤케이르 형제의 도움까지 받고 막판에 자신의 아들인 헤파이스토스가 자신의 삼촌들인 퀴클로페스들과 같이 벼락을 발명하여 이 벼락이라는 무기까지 얻게 된 올림포스 신들은 마침내 승리를 거머쥐어 티탄 12신들을 대지의 가장 깊은 곳인 타르타로스에 가두었다.

## 가족

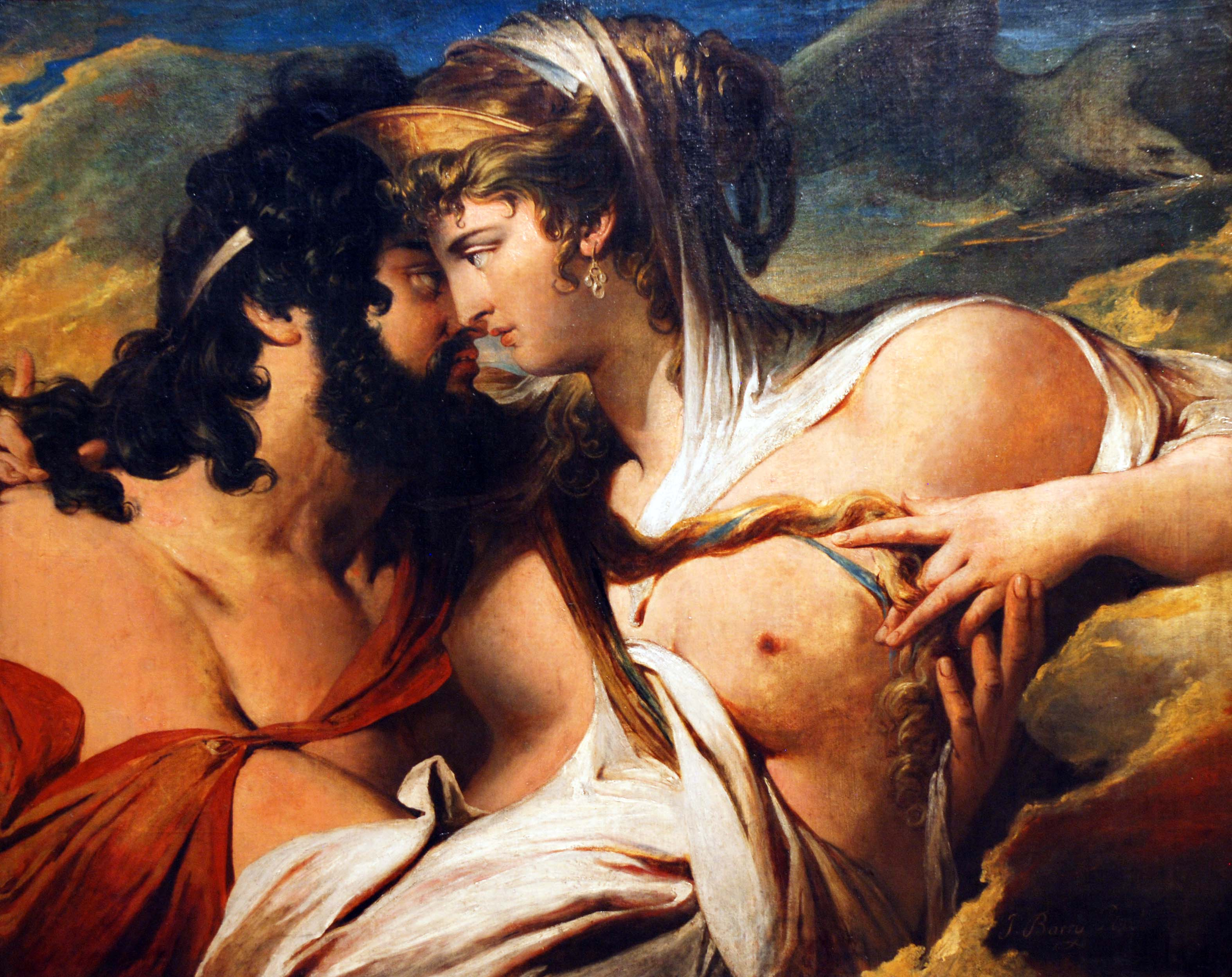
유피테르와 유노 - 제임스 베리 (1773년)

### 제우스의 변신
| 연인         | 변장             |
| ------------ | ---------------- |
| 헤라         | 뻐꾸기           |
| 아이기나     | 독수리 혹은 불꽃 |
| 알크메네     | 암피트리온       |
| 안티오페     | 사티로스         |
| 아소피스     | 불꽃             |
| 칼리스토     | 아르테미스       |
| 카시오페이아 | 포에닉스         |
| 다나에       | 황금비           |
| 에우로페     | 황소             |
| 에우리메두사 | 개미             |
| 가니메데     | 독수리           |
| 아이만드라   | 비               |
| 라미아       | 댕기물떼새       |
| 레다         | 백조와 별        |
| 만티아       | 곰               |
| 므네모시네   | 양치기           |
| 네메시스     | 거위             |
| 페르세포네   | 큰 뱀            |
| 세멜레       | 불               |
| 탈리아       | 큰 독수리        |

### 부인 및 연인과 아이들

#### 신
- 헤라 - 결혼과 가정, 여성의 여신으로 제우스의 7번째 부인이자 정실부인이다.
  - 헤파이스토스 - 신들 중 최고의 손재주를 지녔다. 대장간과 불, 세공기술의 신이다. 렘노스에서 가장 크게 추앙받았다.
  - 아레스 - 전쟁의 신이며 잔인하다. 살육과 광기, 야만의 신이다.
  - 에일레이투이아 - 출산의 여신이다. 호메로스에서는 여러 여신을 일컫는 명사로 나온다.
  - 헤베 - 청춘의 여신이다. 후일 신이 된 헤라클레스의 아내가 된다.

- 메티스 - 오케아노스의 딸로 지혜가 뛰어났다. 제우스의 첫번째 아내로, 제우스가 가이아에게서 그녀가 밴 제우스의 자식이 새로운 권력자가 된다는 예언을 듣고, 그녀를 삼켜버린다.
  - 아테나 - 지혜와 전쟁의 여신이다. 기술(특히 직조기술)과 학문의 여신이기도 하다. 제우스가 가장 사랑한 딸로 제우스의 머리에서 태어났다. 도시국가 아테나이의 수호신이었다. 제우스의 방패(또는 흉갑) 아이기스를 지니고 완전무장한 채로 다녔다. 아레스가 무조건적이고 대책없는 전쟁신인데 비해 아테네는 전략적인 전쟁의 전쟁신이었다.

- 데메테르 - 대지와 곡식의 여신이다.
  - 페르세포네 - 하데스에 의해 납치되어 하데스의 아내가 되었다. 겨울 한철 동안 하데스와 동거하다가 봄이오면 지상으로 돌아와 어머니 데메테르와 함께 지냈다.

- 디오네 - 오케아노스의 딸로, 도도네에서 제우스와 함께 그의 아내로 숭배받았다.
  - 아프로디테 - 사랑과 아름다움, 풍요의 여신이다. 제우스와 디오네 사이에서 태어났다고도 하고, 바다에 떨어진 우라노스의 잘린 남근에서 태어났다고도 한다.

- 레토 - 제우스의 6번째 아내로 헤라 다음 가는 여신이었다.
  - 아폴론 - 광명과 신탁, 궁술과 음악, 문학과 목축, 운동과 청소년의 신이다. 그리스 신화에서 가장 인기가 많은 미남 신이었다. 아버지인 제우스 못지않은 바람둥이 신이었다. 델포이와 델로스가 그의 성지였다.
  - 아르테미스 - 사냥과 동물, 임신과 출산, 달과 처녀의 여신이다. 사냥을 즐기고 결혼을 거부하는 처녀신이었다. 에페소스와 델로스가 그녀의 성지였다.

- 마이아 - 아틀라스와 플레이오네 사이에서 태어난 플레이아데스 여신들 중 하나였다.
  - 헤르메스 - 신들의 사자로, 전령, 여행, 나그네, 장사, 사기, 도둑질, 지혜, 과학, 목축, 운동의 신이었다. 제우스의 전령이었고 행운을 가져다주는 신이었다.

- 테미스 - 법과 질서, 율법의 여신으로 티타니데스 중 하나이다.
  - 아스트라이아 - 정의의 여신. 항상 저울을 들고 다녔다.
  - 네메시스 - 복수(애정의 복수)의 여신이다. 하데스의 수하이다.
  - 호라이 - 계절과 시간, 때(時)의 여신으로 에이레네, 디케, 에우노미아를 말한다.
  - 모이라이 - 운명의 여신들로, 제우스조차 이들의 권한을 침범하지 못했다. 클로토, 라케시스, 아트로포스를 말한다.

- 므네모쉬네 - 기억력의 여신으로 티타니데스 중 하나이다.
  - 무사이 - 단수는 무사로, 문학과 예술, 음악의 여신들이었다. 칼리오페(서사시), 클레오(역사, 역사시), 에라토(서정시, 연가), 탈리아(희극), 멜포메네(비극), 우라니아(천문학), 폴륌니아(신화, 무언극), 에우테르페(합창), 테릅시코레(춤, 합창)을 말한다.

- 에우리노메 - 오케아노스의 딸로 제우스의 3번째 아내이다.
  - 카리테스 - 우아함과 미의 여신들로 아글라이아와 에우프로쉬네, 탈리아를 말한다.

#### 님프 및 인간
- 다나에
  - 페르세우스 - 훗날 아테네의 신탁에 의하여 메두사를 참수한다.
- 아이기나
  - 아이아코스
- 알크메네
  - 헤라클레스 - 힘이 가장 셌으며, 올림포스로 쳐들어 온 거인 기가스들과의 전쟁인 기간토마키아에서 큰 공을 세운다. 12과업을 세우고 올림포스로 올라가 신이 되었다.
- 에우로페
  - 미노스 - 크레테 섬의 왕이었으나, 다이달로스의 꾐에 빠져 화상을 입어 죽는다.
  - 라다만튀스
  - 사르페돈
- 라오다미아
  - 사르페돈 - 트로이아 전쟁에 참전했으나, 아킬레우스의 친구인 파트로클로스에게 일격에 사살되었다.
- 이오
  - 에파푸스
- 라미아
- 레다
  - 폴뤼데우케스
  - 헬레네 - 트로이아 전쟁의 원인이 되었다.
- 세멜레 - 테베의첫 왕인 카드모스와 아레스와 아프로디테 딸 하르모니아의 딸이다.
  - 디오니소스 - 술과 축제, 연극과 광기, 과일과 포도주, 풍요와 다산의 신이다. 자그레우스라고도 불리며, 제우스의 허벅지에서 태어났다. 동방에서 사튀로스와 마이나데스를 이끌고 신들의 대열에 가장 늦게 합류한 신이다. 담쟁이 덩굴 관을 쓰고 튀르소스라는 솔방울이 달린 지팡이를 가지고 다닌다.
- 니오베
  - 아르고스
  - 펠라스고스
- 올림피아스
  - 알렉산드로스 대왕
- 칼리스토
  - 아르카스

## 갤러리

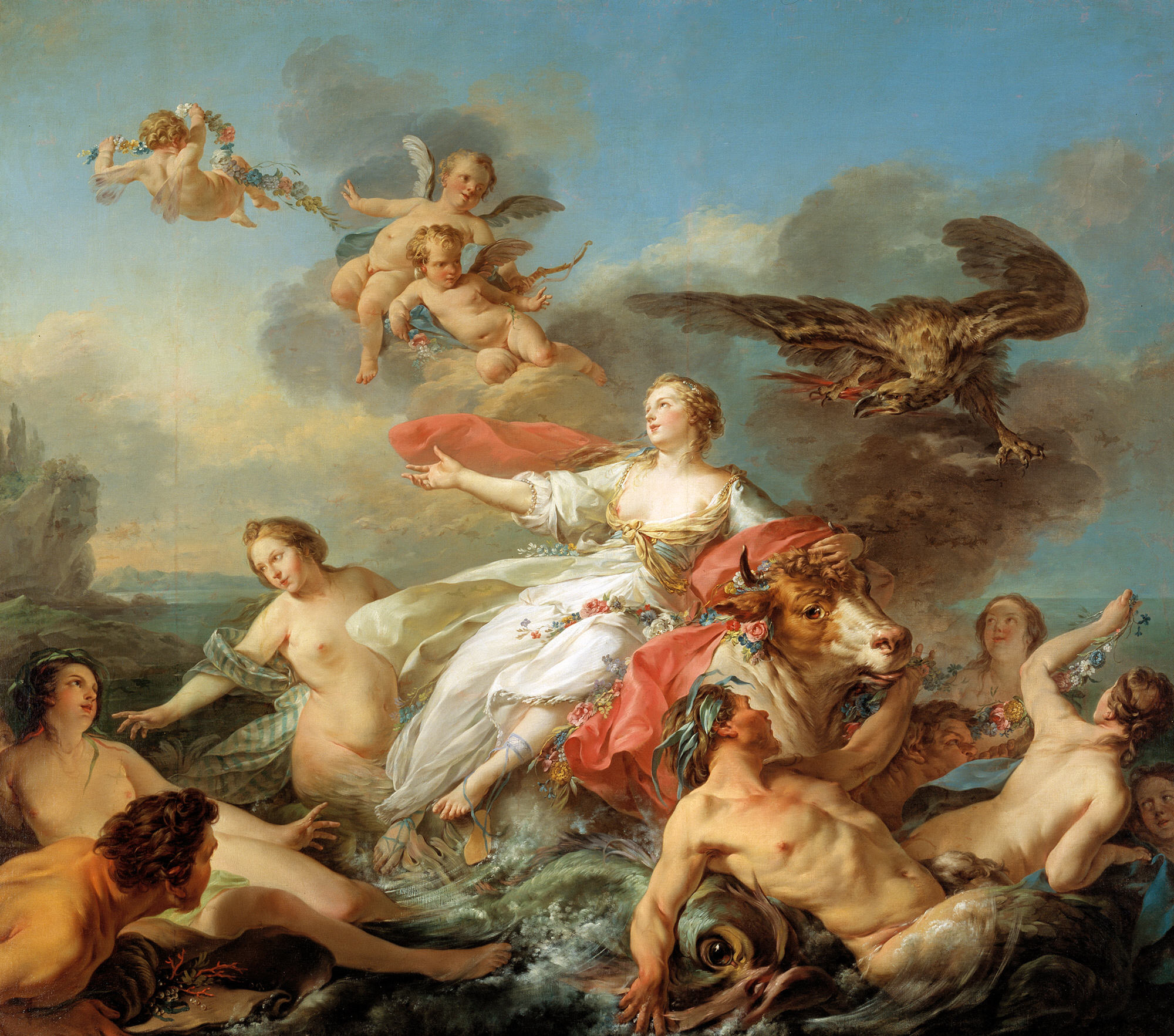
에우로페를 납치하는 제우스
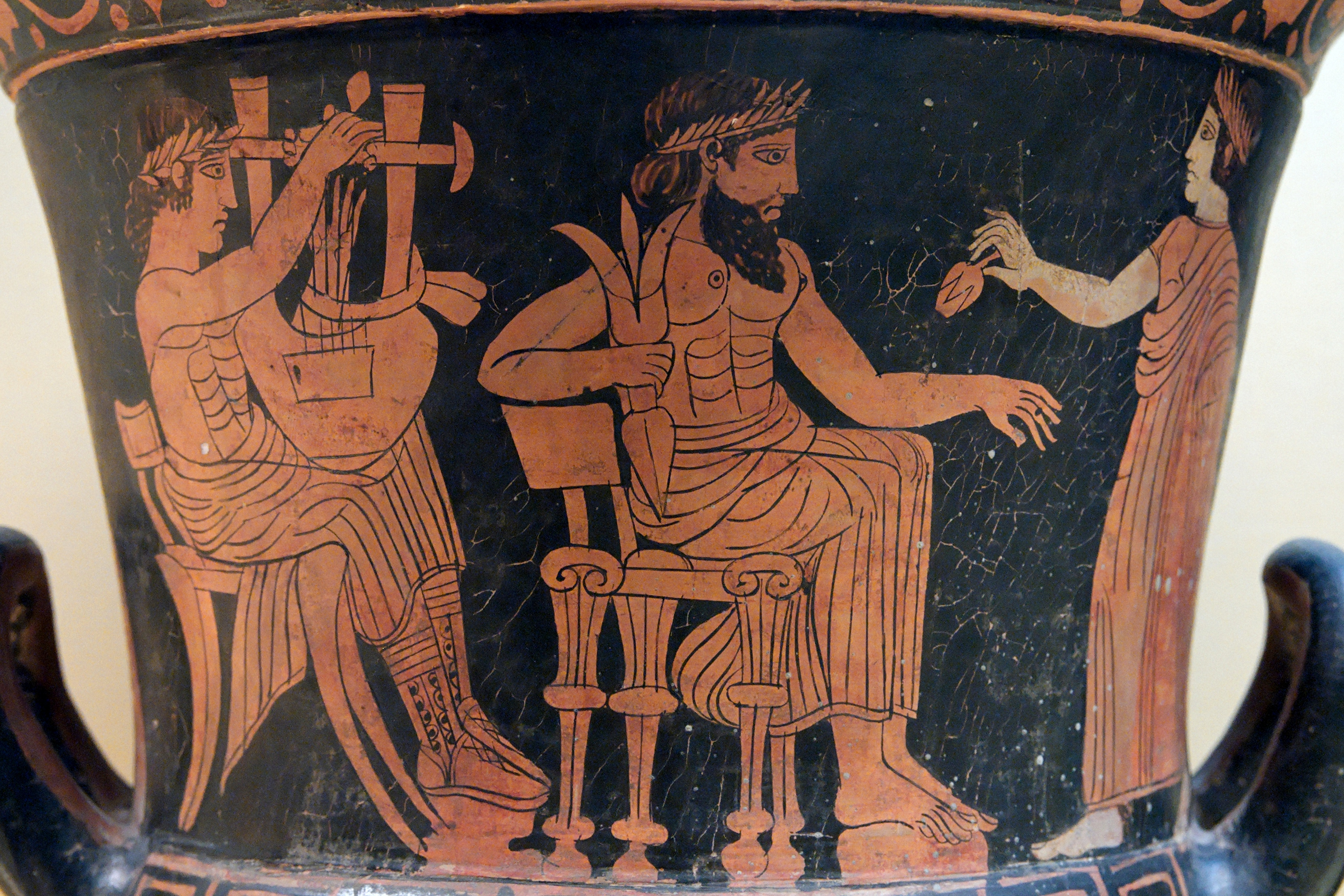
신들의 집회, 왼쪽부터 아폴론, 제우스, 헤라

## 같이 보기
- 헤라
- 디에우스 파테르
- 인드라 — 벼락을 무기로 쓰는 힌두교의 신.
- 그리스 신들의 가계도